# Гербы Архангельской области
Список гербов муниципальных образований Архангельской области Российской Федерации.
На 1 января 2020 года, в рамках муниципального устройства области, в границах административно-территориальных единиц Архангельской области (без учёта Ненецкого автономного округа) всего образовано 211 муниципальных образований:
- 7 городских округов;
- 19 муниципальных районов;
  - 20 городских поселений;
  - 165 сельских поселений.

## Гербы городских округов
| Герб | Наименование                          | Дата утверждения | Номер в ГГР |
| ---- | ------------------------------------- | ---------------- | ----------- |
|      | Герб Архангельского городского округа | 27 мая 1998      | 5714        |
|      | Герб городского округа Коряжма        | 23 апреля 2009   | 1308        |
|      | Герб городского округа Котлас         | 15 февраля 2007  | 1308        |
|      | Герб городского округа Мирный         | 15 февраля 2007  | 1950        |
|      | Герб городского округа «Новая Земля»  | 15 февраля 2007  | 986         |
|      | Герб городского округа «Новодвинск»   | 22 февраля 2007  | 3439        |
|      | Герб городского округа «Северодвинск» | 2 июля 1993      | 120         |

## Муниципальные округа
| Герб | Наименование                               | Дата утверждения      | Номер в ГГР |
| ---- | ------------------------------------------ | --------------------- | ----------- |
|      | Герб Верхнетоемского муниципального округа | 23 марта 2007 года    | 3530        |
|      | Герб Вилегодского муниципального округа    | 21 июня 1999 года     | 492         |
|      | Герб Виноградовского муниципального округа | 26 октября 2022 года  | 14108       |
|      | Герб Каргопольского муниципального округа  | 30 июня 2004 года     | 1511        |
|      | Герб Котласского муниципального округа     | 28 декабря 2009 года  | 5966        |
|      | Герб Лешуконского муниципального округа    | 10 марта 2011 года    | 6959        |
|      | Герб Мезенского муниципального округа      | 24 сентября 2009 года | 5567        |
|      | Герб Няндомского муниципального округа     | 7 апреля 2010 года    | 6100        |
|      | Герб Плесецкого муниципального округа      | 4 июня 2008 года      | 5568        |
|      | Герб Устьянского муниципального округа     | 28 апреля 1999 года   | 461         |
|      | Герб Холмогорского муниципального округа   | 21 октября 2010 года  | 6535        |
|      | Герб Шенкурского муниципального округа     | 9 октября 2009 года   | 5829        |

Муниципальные районы
| Герб | Наименование               | Дата утверждения     | Номер в ГГР |
| ---- | -------------------------- | -------------------- | ----------- |
|      | Герб Вельского района      | 14 декабря 2005 года | 2100        |
|      | Герб Коношского района     | 26 августа 2004 года | 1535        |
|      | Герб Красноборского района | 18 мая 2011 года     | 8326        |
|      | Герб Ленского района       | 6 мая 2011 года      | 6922        |
|      | Герб Онежского района      | 18 февраля 2010 года | 5997        |
|      | Герб Пинежского района     | 9 декабря 2010 года  | 6714        |
|      | Герб Приморского района    | 28 мая 2004 года     | 1462        |

Гербы ранее самостоятельно действующих и вошедших в настоящее время как составная муниципальная часть в действующие районы Архангельской области
| Герб | Наименование            | Дата утверждения    | Номер в ГГР |
| ---- | ----------------------- | ------------------- | ----------- |
|      | Герб Соловецкого района | 26 ноября 1993 года |             |

## См.также
- Герб Архангельской области